# Euphorbia pantomalaca
Euphorbia pantomalaca är en törelväxtart som beskrevs av Paul Carpenter Standley och Julian Alfred Steyermark. Euphorbia pantomalaca ingår i släktet törlar, och familjen törelväxter.
Artens utbredningsområde är Guatemala. Inga underarter finns listade i Catalogue of Life.